# Chusquea anelytra
Chusquea anelytra är en gräsart som beskrevs av Christian Gottfried Daniel Nees von Esenbeck. Chusquea anelytra ingår i släktet Chusquea och familjen gräs. Inga underarter finns listade i Catalogue of Life.